# Robert Rogers

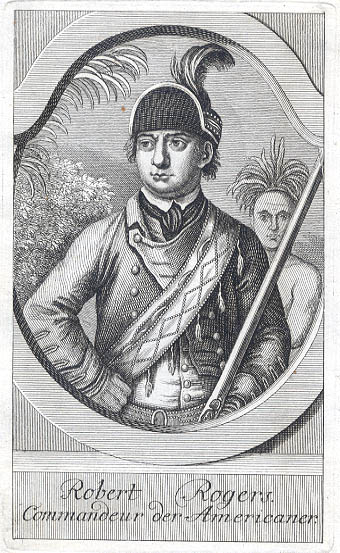
Robert Rogers (1731–1795)

Robert Rogers (* 7. November 1731 in Methuen, Province of Massachusetts Bay; † 18. Mai 1795 in London) war ein britisch-amerikanischer Offizier, der während des Franzosen- und Indianerkriegs (1754–1763) berühmt wurde.
Rogers war der Gründer der auf irreguläre Kriegführung spezialisierten und nach ihm benannten Kompanie der Rogers’ Rangers, aus denen im Unabhängigkeitskrieg auf englischer Seite die Queen’s Rangers entstanden.
Die Ranger und Green Berets der US-Army sehen in seiner Kompanie ein Vorbild.

## Biografie
Rogers wurde in Methuen (Massachusetts) geboren. Er verbrachte seine prägenden Jugendjahre an der damaligen Grenze der britischen Kolonien in New Hampshire. Dort sammelte er erste Kampferfahrungen als Scout während des Österreichischen Erbfolgekriegs gegen die Franzosen und die Indianer.
Er war mit Elizabeth Browne Rogers (1741–1812) verheiratet, die sich jedoch 1778 von ihm scheiden ließ.
Während des Franzosen- und Indianerkriegs stellte er 1756 die Ranger Company of Blanchard's New Hampshire Regiment auf, eine im modernen Sinn Aufklärungskompanie eines Milizregiments, einem Verband der den kolonialen Milizen der britischen Dreizehn Kolonien in Nordamerika angehörte, die während des Franzosen- und Indianerkrieges für das Königreich Großbritannien kämpften.
Diese Rangerkompanie ging später als eine von bis zu sieben Kompanien in die His Majesty’s Independent Companies of American Rangers auf. Andere namentlich bekannte Kompaniechefs von Rangerkompanien waren die Hauptleute Hezekiah und Dunn sowie Major Gorham. Diese Kompanien waren weder Teil der Regulars, also der britischen Armee in Nordamerika, noch der Provincials, also der Milizregimenter, wurden jedoch durch den König besoldet. Der Sold wurde durch den Inhaber der Kompanie unter Abzug vorgestreckt, eine in damaliger Zeit nicht unübliche Praxis. Dieser sollte durch den König später jeweils ausgeglichen werden, die Differenz war ein Gewinn für den Kompanieinhaber. Aus diesem Umstand resultieren die am Lebensende nicht unerheblichen Schulden, die Rogers in London verarmt in den Schuldturm brachten.
Die Milizen wie die französischen Streitkräfte in Kanada und deren indianischen Verbündeten wurden von den britischen Offizieren der regulären Linienregimenter, die aus Berufssoldaten bestanden, mit einer gewissen Herablassung betrachtet und den Franzosen und Milizen sowie Angeworbenen die Einstellung zur Kriegführung abgesprochen. Jedoch waren die Ranger die einzige nicht-indianische Streitmacht, die mit den Geländebedingungen und den rauen Winterbedingungen durch das bergige Terrain an der Grenze der Neuenglandstaaten vertraut waren und sich bewegen konnten. Diese Gefechtsführung widersprach der damaligen Auffassung von Kriegführung. Zu welchen Folgen eine nicht angepasste Gefechtsführung mit Linientruppen führte, zeigt die Schlacht am Monongahela. Neu allerdings war die Gefechtsführung durch leichte Infanterie nicht, da man aus Europa bereits Jägerkompanien kannte.
Die Rangerkompanien operierten bis auf die selbständigen Aufklärungsunternehmen und Winteroperationen immer als unterstellte Truppe der amerikanischen Milizregimenter und der britischen Linienregimenter, um diese gegen die das Gefecht unkonventionell führenden Indianer oder die französische leichte Infanterie abzusichern.
Ausgerüstet war die Kompanie im Wesentlichen mit Brown-Bess-Musketen, einem damals verbreiteten Vorderlader mit einem glatten Rohr. Nur ausgewählte Scharfschützen waren mit Vorderladerbüchsen mit gezogenen Läufen ausgerüstet. Die Ausrüstung war für die damalige Zeit hochwertig und bestand aus einer Wolluniform in gedeckter, meist grüner Farbe, die sich der Umgebung anpasste, im Gegensatz zur meist bunten Uniform der Linientruppe. Biwakausrüstung wurde durch die Truppe nicht in nennenswertem Umfang mitgeführt – insbesondere keine Zelte. Dadurch entfiel für die Ranger der Tross, nahm ihnen aber auch die langfristige Durchhaltefähigkeit auf einem Feldzug. Operierte die Truppe mit regulären Einheiten im Gefechtsverband, stützte sie sich auf deren Tross zur Versorgung ab.
Die 600 Soldaten der grün uniformierten Truppe wurden von Rogers – der eine charismatische Führungspersönlichkeit gewesen zu sein scheint – persönlich ausgewählt und in der Taktik der irregulären Kriegführung ausgebildet, d. h. für den Kampf außerhalb der für die damalige Zeit typischen linearen Gefechtsordnung in geschlossenen Truppenkörpern. Hierbei griff er nicht zuletzt auf seine Kampferfahrungen gegen Indianer und Franzosen zurück, entwickelte daraus aber erstmals eine systematische Ausbildung. In deren Rahmen mussten sich die Rekruten auch scharfem Gewehrfeuer aussetzen. Ergebnis dieser Bemühungen war das Entstehen eines beweglichen Verbandes, der unabhängig von Nachschublinien und Forts operieren konnte und der Kampfweise der Indianer gewachsen war.
Die Rogers’ Ranging Rules, ein Regelwerk der irregulären Kriegführung, die nachträglich anhand der Gefechtsreporte der His Majesty’s Independent Companies of American Rangers als Ausbildungs- und Einsatzrichtlinien formuliert wurden, werden von Spezialeinheiten wie den Green Berets bis heute als Grundlagen für den Jagdkampf, wie diese Gefechtsform heute bezeichnet wird, betrachtet.

### Lebensweg und Geschichte der Rogers′ Ranger
Geführt von Robert Rogers operierte seine Kompanie vorwiegend in den Regionen des Lake George und Lake Champlain, in den nördlichen Teilen des heutigen Staates New York und den fünf Neuengland-Staaten – so in den Adirondack Mountains, nördlich des Mohawk River und den White Mountains (New Hampshire) mit dem heutigen White Mountain National Forest.
Die Rangerkompanie wurden während des Winters 1755 aus Kräften aus der Umgebung von Fort William Henry gebildet. Rogers entwickelte mit seiner Kompanie einige der frühesten Formen der Guerilla-Kriegsführung, die je von europäischen Armeen eingesetzt wurden und die während der Winterfeldzüge gegen die französischen Städte und Siedlungen zur Anwendung kamen. In diesen Winterfeldzügen wurden die Ranger mit Schneeschuhen beweglich gemacht, um sich über zugefrorene Flüsse fortbewegen zu können. Diese Art der Winterkriegführung waren sowohl für die regulären Truppen der französischen und britischen Armee sowie die Indianer ungewöhnlich. Nachdem die britischen Streitkräfte Fort William Henry hatten aufgeben müssen, wurden die Ranger auf Rogers’ Island nahe Fort Edward stationiert. Das erlaubte den Rangern unabhängiger von den regulären Kräften zu operieren.
Im Gefecht battle on snowshoes am 13. März 1758 in der Nähe des Lake George mit überlegenen französisch-indianischen Kräften erlitt Rogers Einheit zwar schwere Verluste, erwies sich aber als so kampfstark, dass Rogers in diesem Jahr zum Major und Kommandeur aller britischen Ranger-Einheiten in Nordamerika ernannt wurde.
Eines der größeren Gefechte des French and Indian War war im September 1755 die Schlacht am Lake George gegen französische Truppen, die unter dem Kommando des deutschen General Ludwig August von Dieskau standen. Militärisch war für den Großraum das Fort Duquesne von operativer Bedeutung.
Das bekannteste Unternehmen der Ranger fand 1759 statt und richtete sich gegen den Indianerstamm der Abenaki, die am St. Francis River im indianische Dorf Odanak der Arosaguntacook (im Südwesten der heutigen kanadischen Provinzen Québec und New Brunswick) lebten. Die mit den Franzosen verbündeten Abenaki hatten eine Reihe verheerender Überfälle auf britische Siedlungen unternommen und sollen dabei bis zu 600 Briten getötet haben. Darüber hinaus hatten sie sich 1757 an einem Angriff auf die britische Garnison von Fort William Henry beteiligt, die gegen freien Abzug kapituliert hatte, bei dem es zum Fort William Henry-Massaker gekommen sein soll.
Rogers stellte eine Truppe von 200 Rangern zusammen, marschierte mit diesen unerkannt in das französische Territorium, überfiel die Hauptsiedlung der Abenaki, brannte sie nieder und verübte ein Massaker an den Einwohnern, dem Rogers Bericht zufolge über 200 Indianer zum Opfer fielen. Nach der erfolgreichen Zerstörung des Dorfes gingen den Rangern während ihres Rückzuges die Vorräte aus. Nachdem sie ein sicheres Lager erreicht hatten, verließ sie Rogers und kehrte wenige Tage später mit Nahrung und Entsatztruppen zurück. In diesem Zusammenhang wird Fort Crown Point erwähnt. Am Ende des Krieges wurde den Rangern die Aufgabe übertragen, im Namen der britischen Krone Detroit von den Franzosen zu übernehmen.
Im selben Jahr diente Rogers unter General James Wolfe während der Belagerung von Québec und der Schlacht auf der Abraham-Ebene, im Folgenden unter Jeffrey Amherst bei der Belagerung von Montréal. Nach der Kapitulation der Franzosen schickte Amherst Rogers und seine Ranger in das Gebiet der Großen Seen, um die dort noch verbliebenen französischen Forts zu übernehmen. Die Besetzung von Fort Detroit am 29. September machte Rogers in England und Amerika endgültig zu einem Helden. Während des Pontiac-Aufstands hielt sich Rogers in der Gegend von Detroit auf und half bei der Verteidigung von Fort Ponchartrain.
1765 reiste Rogers nach England, wurde dort als Held gefeiert und veröffentlichte seine Kriegstagebücher sowie ein literarisch unbedeutendes Theaterstück. König Georg III. lehnte es zwar ab, eine großangelegte Expedition in das Mississippital zu unterstützen, ernannte Rogers aber zum Kommandanten des Forts Michilimackinac (Michigan). Von dort unternahm er eine Suchexpedition nach der Nordwestpassage. Als Alternative zum noch nicht erschlossenen nördlichen Seeweg suchte er einen Weg zum Pazifik über die Flusssysteme des Missouri und des Columbia- und Snake Rivers beziehungsweise des von ihm vermuteten „großen Flusses Oregon“. Der wahre Charakter dieser Expedition blieb umstritten. Es gibt Behauptungen, Rogers habe eine unabhängige Republik aufbauen wollen. Er wurde schließlich 1767 wegen Hochverrats verhaftet, aber im nachfolgenden Prozess freigesprochen.
Bis zum Beginn des Amerikanischen Unabhängigkeitskriegs lebte Rogers in England. Viele seiner früheren Kampfgefährten aus dem Franzosen- und Indianerkrieg kämpften auf Seiten der Aufständischen und spielten dort teilweise eine wichtige Rolle als Offiziere. Nach dem Ausbruch kehrte er nach Amerika zurück und bot seine Dienste George Washington an, der ihm jedoch nicht traute und ihn gefangen setzen ließ. Rogers entkam aus der Haft, wurde von den Briten zum Oberstleutnant ernannt und stellte die Queen’s Rangers für den Kampf gegen die Amerikaner auf, konnte sich aber nicht mehr in der früheren Weise auszeichnen. Als seine Einheit von den Amerikanern in Mamoranec (Long Island Sound) eingeschlossen und zur Kapitulation gezwungen wurde, entkam Rogers, wurde aber von seinem Kommando entbunden. 1780 kehrte Rogers nach England zurück, wo er 1795 verarmt und verschuldet in London starb.

### Rogers′ Ranger in der Weltliteratur
In der Literatur fanden die Rangers im Lederstrumpf von James Fenimore Cooper und dem Roman Nordwestpassage von Kenneth Roberts Niederschlag. Letzterer wurde 1940 in dem aufwändig in Farbe produzierten US-amerikanischen Abenteuerfilm Nordwest-Passage verfilmt.

### Militärische Nachfolgeverbände
Die während des Zweiten Weltkrieges als leichte Infanterie der United States Army für Einsätze hinter gegnerischen Linien und für Angriffe auf Schlüsselziele aufgestellten US Army Rangers, die den britischen Kommandos entsprechen, sehen Rogers als ihren Gründungsvater an.

## Verfilmungen
Im 1953 entstandenen Abenteuerfilm Fort Ti, der Ereignisse vor der Schlacht von  Ticonderoga schilderte, wurde Rogers von Howard Petrie dargestellt.
In der US-amerikanischen Historienserie Turn: Washington’s Spies, die sich mit der unter George Washingtons Befehl stehenden Spionageverbindung Culper Ring beschäftigt, wird Robert Rogers als skrupelloser Offizier und Abenteurer dargestellt.